# Шарунас Кулєшюс
Шару́нас Кулє́шюс (лит. Šarūnas Kuliešius; народився 9 лютого 1977, Електренай, Литва) — литовський хокеїст, нападник. Наразі виступає за «Енергія» (Електренай). У складі національної збірної Литви учасник кваліфікаційних турнірів до зимових Олімпійських ігор 2006 та зимових Олімпійських ігор 2010, учасник молодіжних збірних країни (U18 та U20) на юніорських чемпіонатах світу, та почав виступати за головну команду країни з 1997 року, на чемпіонатах світу — 1997 (група «Д»), 1998 (група «С»), 1999 (група «С»), 2000 (група «С»), 2001 (дивізіон I), 2002 (дивізіон II), 2003 (дивізіон I), 2004 (дивізіон II), 2005 (дивізіон I), 2006 (дивізіон I), 2007 (дивізіон I), 2008 (дивізіон I), 2009 (дивізіон I) і 2010 (дивізіон I).
Виступав за «Енергія» (Електренай), «Німан» (Гродно), «Солігул Баронс», «Грюмс», «Бреке».